# Pogrom v Jedwabném
10. července 1941 došlo uprostřed právě probíhající druhé světové války k událostem známým jako pogrom v Jedwabném nebo masakr v Jedwabném. V malém polském městě Jedwabne místní Poláci zavraždili ve stodole 340 Židů. Stalo se tak několik dní po převzetí do té doby sovětského města Němci. Role Poláků vyšla najevo až v roce 2000 a vyvolala v Polsku diskusi, do té doby byli za pachatele uváděni Němci. 

## Změna historického pohledu
V roce 2000 vydal americký historik polského původu Jan Tomasz Gross knihu Sousedé: Zničení židovské komunity v Jedwabném, v níž popřel dosavadní výklad, že za událostmi stojí němečtí nacisté, a napsal, že vraždu spáchali místní Poláci, „zcela normální lidé, montéři, ševci, rolníci, starosta, prostě všichni“. Němci masakru pouze přihlíželi. Obětí bylo podle knihy až 1600. Gross nastínil i domněnku, že mohli masakr vyprovokovat také agenti sovětské tajné služby působící ve městě, Zygmunt Laudaňski a Karol Bardoň, kteří vyzývali k násilí na Židech.
Šetření Ústavu národní paměti informace z knihy potvrdilo. V červenci 2003 ústav identifikoval 340 obětí a 40 pachatelů polské národnosti, přitom nevyloučil přítomnost Němců u masakru.

## Kontroverze
Kniha v Polsku spustila vášnivou diskusi a mnoha Poláky kniha otřásla. Ve společnosti se po vydání knihy spustila bouřlivá diskuse. Novým pojetím byla nabourána dosavadní tradiční role Poláků ve válce být obětí, nikoliv pachatelem.

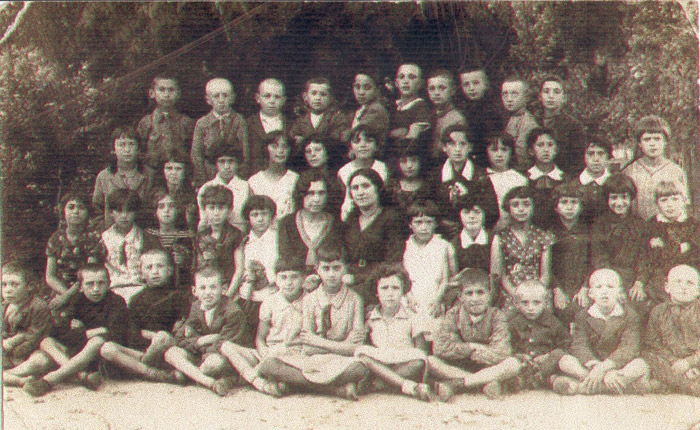
Křesťanští a židovští žáci školy v Jedwabném se svými učitelkami na společném snímku z roku 1933

Autorovi knihy, historikovi a jednomu z největších světových odborníků na holokaust Janovi Tomaszovi Grossovi, chtěla polská nacionalistická vláda v únoru 2016 odebrat řád Za zásluhy o Polskou republiku, který dostal v roce 1996. Kvůli tvrzení, že se Poláci podíleli na nacistických zločinech, podle vlády není Gross vlastenec.

## Motiv
Městečko Jedwabne bylo v září 1939 krátce obsazeno Němci a když byla oblast předána Sovětům, Židé je považovali za své zachránce. Naproti tomu Poláci byli Sověty tvrdě potlačovaní. Po opětovném převzetí nacisty při invazi do Sovětského svazu se rozjela naplno německá propaganda, která Židy označila za kolaboranty Sovětů a pomocníky při jejich zločinech. Roli hrál i antisemitismus hluboko zakořeněný v některých Polácích.

## Průběh
Místní starosta Marian Karolak a četnictvo dali 10. července 1941 rozkaz shromáždit všechny Židy z okolí na náměstí. Na náměstí potom byli Židé biti a muži donuceni svrhnout sochu Lenina. Následně musel rabín vést procesí 40 mužů do připravené vyklizené stodoly, kde byli všichni zabiti. Následně bylo do této stodoly nahnáno 300 dalších lidí – mužů, žen i dětí. Stodola byla uzavřena, polita leteckým benzinem a zapálena. Těla byla následně pohřbena do dvou masových hrobů ve stodole.

## Soud a tresty
V letech 1949 a 1950 bylo polskými soudy odsouzeno 12 Poláků za napomáhání při zločinu. Trestem bylo 8 až 15 let odnětí svobody a pro jednoho odsouzeného trest smrti. Nebyly ale vyjasněny všechny okolnosti, například podíl německých okupačních jednotek.

## Pomník obětem

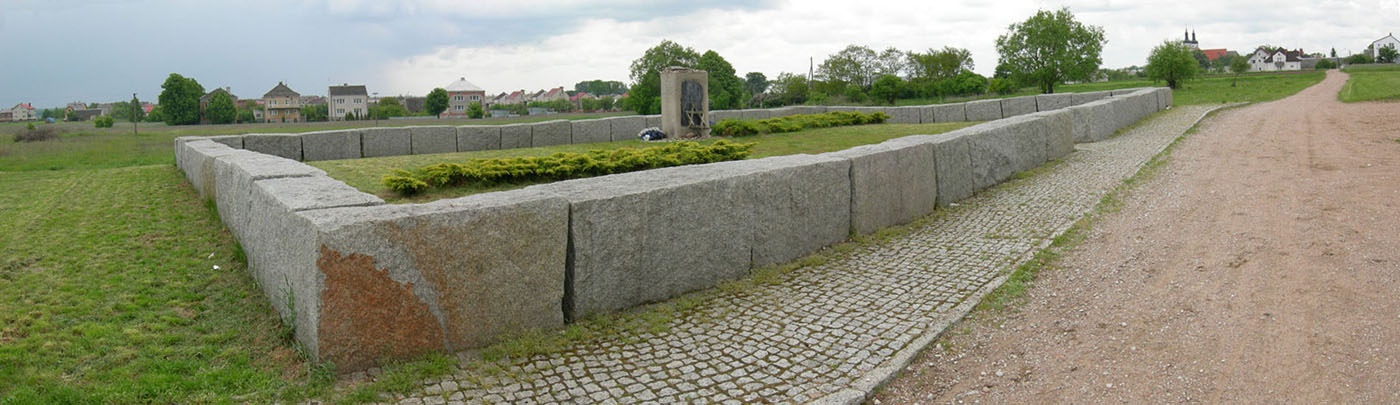
Pomník obětem na místě stodoly

Na místě stodoly vznikl pomník obětem.

## Odkaz v kultuře
- Sousedé: Zničení židovské komunity v Jedwabném (2000) – kniha historika Jana Tomasze Grosse, která nastartovala celospolečenskou debatu[5]
- My z Jedwabneho (My z Jedwabnego, 2004) – kniha polské novinářky Anny Bikont
- Naše třída (Nasza klasa, 2008) – divadelní drama od Tadeusze Słobodzianka o masakru viděném očima deseti spolužáků – Židů i Poláků[4]
- Dozvuky (Poklosie, 2012) – film inspirovaný touto knihou o tom, kam může vést příliš dlouho zamlčovaná pravda[5]

## Další masakry
Polská veřejnost se začala dozvídat o podobných válečných a poválečných zločinech až po pádu železné opony. Dozvěděla se tak např. o pogromu v Kielcích, ale podobných událostí bylo více.

### Film
- Dozvuky / Poklosie (2012)